# 成瀬優和
成瀬 優和（なるせ まさかず、1977年1月6日 - ）は、日本の俳優である。ワイケーエージェント所属。かつて演劇集団キャラメルボックスに所属していた。

## 出演

### テレビドラマ
- 「タイムスクープハンター」山賊役 NHK
- 「平成舞祭組男」同僚会社員役 NTV
- 「ウメ子」サーカス団員役 TBS
- 「逆送致」レイプ犯役 CX
- 「ブレスト」同僚会社員役 EX
- 「相棒season13」 第7話 居酒屋 客役 EX
- 「警視庁 捜査一課長」 第9話 目撃者役 EX
- 「猫侍2」 第4話 門下生役
- 「沈まぬ太陽」 第14話 新聞記者役 WOWOW
- 「べしゃり暮らし」第1話　きそば上妻　客役　EX

### 映画
- 「命」アベル
- 「ワル ～最終章～」オカマ
- 「三代目代行」星野高広
- 「パルチザン」佐藤保仁
- 「日本統一」タクジ
- 「裏社会の男たち」山井
- 「制覇7」天竜一家組員 水野保
- 「3月のライオン」技術者
- 「アウトレイジ 最終章」構成員

### 舞台
- 『快傑 サンタ丸』成瀬川役：東京グローブ座・神戸オリエンタル劇場

演劇集団キャラメルボックス
- 『キャンドルは燃えているか』加古川役：池袋サンシャイン劇場・神戸オリエンタル劇場

演劇集団キャラメルボックス
- 『クローズ・ユア・アイズ』森山典彦役：池袋サンシャイン劇場・神戸オリエンタル劇場

演劇集団キャラメルボックス
- 『ほろほろ』中島和田衛門役：下北沢本多劇場

Joe Company
- 『PORKA』別所貴文役：下北沢本多劇場

Joe Company
- 『DRIFT13』イマダ役

東京/中野・ザ・ポケット
京都/アートコンプレックス1927
大阪/芸術創造館
Joe Company
- 『スタジアム』成田雅也役：下北沢本多劇場

Joe Company
- 『あしたブログ』：下北沢 劇小劇場 他 全国6都市公演

Joe Company
- 『ろうろう』：下北沢本多劇場

Joe Company
- 『KIDS』山野辺伸也役：下北沢本多劇場

Joe Company
- 『Hearts』岩城英心役：中野・ザ・ポケット 他 全国6都市公演

Joe Company
- 『ドメスティックパレード』椎名徳郎役：青山円形劇場

Joe Company
- 『ナナ』飛田／四堂 二役：紀伊國屋劇場 他 全国6都市公演

Joe Company
- 『4feel』飛田役：青山円形劇場 他 全国6都市公演

Joe Company
- 『幕末疾風伝MIBURO〜壬生狼〜』あうるすぽっと[1]

TAFプロデュース